# Lista de municípios do Maranhão por IFDM
Esta é uma lista de municípios do Maranhão ordenados por Índice FIRJAN de Desenvolvimento Municipal (IFDM) conforme dados divulgados pelo Sistema FIRJAN em 2015 com base no ano de 2013.
O Índice FIRJAN de Desenvolvimento Municipal (IFDM) é um estudo anual criado para acompanhar o desenvolvimento humano, econômico e social dos municípios do Estado do Rio de Janeiro e do Brasil (5.565 no total), com base exclusivamente em estatísticas oficiais. Ele leva em conta três indicadores: emprego e renda como um único indicador e  educação e saúde como indicadores separados, cada qual com um conjunto respectivo de variáveis. Devido às suas características, a ferramenta tem servido como uma fotografia de políticas públicas e como fonte para "estudos nacionais e internacionais a respeito do desenvolvimento brasileiro". Mesmo porque seu resultado é capaz de retratar o nível de desenvolvimento de cada cidade e, assim, dar uma ideia sobre a qualidade de vida de seus cidadãos.
O IFDM é semelhante ao Índice de Desenvolvimento Humano (IDH), calculado pela ONU. Uma diferença entre ambos é que os dados do IFDM “podem ser coletados todo ano”, ao passo que os do IDH só são levantados uma vez por década, pois dependem de “dados do censo demográfico, realizado a cada 10 anos.”

## Categorias

Mapa dos municípios do Maranhão por IFDM em 2013Legenda:
Alto (nenhum município)
Moderado (12 municípios)
Regular (184 municípios)
Baixo (10 municípios)
Sem dados (11 municípios)

O índice varia de zero (valor mínimo) até 1 (valor máximo), sendo considerado:
- Alto, resultados superiores a 0,8 pontos;
- Moderado, resultados entre 0,6 e 0,8 pontos;
- Regular, resultados entre 0,4 e 0,6 pontos;
- Baixo, resultados inferiores a 0,4 pontos;

## Lista dos municípios
| Posição                      | Município                    | IFDM Consolidado (2013) |
| Desenvolvimento alto         | Desenvolvimento alto         | Desenvolvimento alto    |
| ---------------------------- | ---------------------------- | ----------------------- |
| nenhum município             |                              |                         |
| Desenvolvimento moderado     |                              |                         |
| 1º                           | Imperatriz                   | 0.7779                  |
| 2º                           | São Luís                     | 0.7618                  |
| 3º                           | São José de Ribamar          | 0.6918                  |
| 4º                           | Açailândia                   | 0.6772                  |
| 5º                           | Loreto                       | 0.6755                  |
| 6º                           | Porto Franco                 | 0.6594                  |
| 7º                           | Santa Inês                   | 0.6483                  |
| 8º                           | Balsas                       | 0.6293                  |
| 9º                           | Tasso Fragoso                | 0.6254                  |
| 10º                          | Paço do Lumiar               | 0.6192                  |
| 11º                          | Bacabal                      | 0.6149                  |
| 12º                          | Porto Rico do Maranhão       | 0.6145                  |
| Desenvolvimento regular      |                              |                         |
| 13º                          | Itapecuru Mirim              | 0.5996                  |
| 14º                          | Presidente Dutra             | 0.5880                  |
| 15º                          | Presidente Médici            | 0.5870                  |
| 16º                          | Pedreiras                    | 0.5831                  |
| 17º                          | Ribamar Fiquene              | 0.5791                  |
| 18º                          | Cidelândia                   | 0.5789                  |
| 19º                          | Campestre do Maranhão        | 0.5773                  |
| 19º                          | Timon                        | 0.5773                  |
| 21º                          | Zé Doca                      | 0.5750                  |
| 22º                          | Davinópolis                  | 0.5718                  |
| 23º                          | Raposa                       | 0.5716                  |
| 24º                          | Pinheiro                     | 0.5712                  |
| 25º                          | Lagoa do Mato                | 0.5691                  |
| 26º                          | Matões do Norte              | 0.5675                  |
| 27º                          | Trizidela do Vale            | 0.5638                  |
| 28º                          | Junco do Maranhão            | 0.5627                  |
| 29º                          | São João dos Patos           | 0.5613                  |
| 30º                          | Coroatá                      | 0.5582                  |
| 30º                          | Santa Luzia do Paruá         | 0.5582                  |
| 32º                          | Bacurituba                   | 0.5561                  |
| 33º                          | Santo Antônio dos Lopes      | 0.5560                  |
| 34º                          | Caxias                       | 0.5555                  |
| 35º                          | Guimarães                    | 0.5528                  |
| 36º                          | Brejo de Areia               | 0.5523                  |
| 37º                          | Igarapé Grande               | 0.5493                  |
| 38º                          | Vila Nova dos Martírios      | 0.5487                  |
| 39º                          | Poção de Pedras              | 0.5480                  |
| 40º                          | São Pedro dos Crentes        | 0.5460                  |
| 41º                          | Graça Aranha                 | 0.5458                  |
| 42º                          | Lajeado Novo                 | 0.5447                  |
| 43º                          | Governador Nunes Freire      | 0.5442                  |
| 44º                          | Governador Edison Lobão      | 0.5428                  |
| 45º                          | Pio XII                      | 0.5423                  |
| 46º                          | Chapadinha                   | 0.5410                  |
| 47º                          | Governador Luiz Rocha        | 0.5402                  |
| 48º                          | Axixá                        | 0.5396                  |
| 49º                          | Bacabeira                    | 0.5388                  |
| 50º                          | Bacuri                       | 0.5375                  |
| 51º                          | Dom Pedro                    | 0.5353                  |
| 52º                          | Barra do Corda               | 0.5351                  |
| 53º                          | Arari                        | 0.5341                  |
| 54º                          | Codó                         | 0.5337                  |
| 55º                          | Capinzal do Norte            | 0.5333                  |
| 56º                          | São Domingos do Maranhão     | 0.5327                  |
| 57º                          | Fortuna                      | 0.5318                  |
| 58º                          | São Mateus do Maranhão       | 0.5314                  |
| 59º                          | Pastos Bons                  | 0.5309                  |
| 60º                          | Lago dos Rodrigues           | 0.5294                  |
| 61º                          | São Raimundo das Mangabeiras | 0.5285                  |
| 62º                          | Mata Roma                    | 0.5284                  |
| 63º                          | Amapá do Maranhão            | 0.5276                  |
| 64º                          | Miranda do Norte             | 0.5274                  |
| 65º                          | Bom Jesus das Selvas         | 0.5270                  |
| 66º                          | Feira Nova do Maranhão       | 0.5255                  |
| 67º                          | Lima Campos                  | 0.5252                  |
| 68º                          | São Francisco do Brejão      | 0.5246                  |
| 69º                          | São João do Paraíso          | 0.5224                  |
| 70º                          | Benedito Leite               | 0.5223                  |
| 71º                          | Tuntum                       | 0.5203                  |
| 72º                          | Barão de Grajaú              | 0.5190                  |
| 73º                          | Anajatuba                    | 0.5183                  |
| 74º                          | Bom Lugar                    | 0.5177                  |
| 75º                          | Parnarama                    | 0.5175                  |
| 76º                          | Sítio Novo                   | 0.5154                  |
| 77º                          | Paraibano                    | 0.5147                  |
| 78º                          | Vargem Grande                | 0.5145                  |
| 79º                          | Presidente Juscelino         | 0.5136                  |
| 80º                          | Grajaú                       | 0.5127                  |
| 81º                          | Maranhãozinho                | 0.5121                  |
| 82º                          | Jatobá                       | 0.5116                  |
| 82º                          | Alto Alegre do Pindaré       | 0.5116                  |
| 84º                          | Sucupira do Riachão          | 0.5102                  |
| 85º                          | Passagem Franca              | 0.5099                  |
| 86º                          | Governador Eugênio Barros    | 0.5095                  |
| 87º                          | Satubinha                    | 0.5094                  |
| 88º                          | Rosário                      | 0.5090                  |
| 89º                          | Água Doce do Maranhão        | 0.5073                  |
| 90º                          | Vitorino Freire              | 0.5072                  |
| 91º                          | Viana                        | 0.5069                  |
| 92º                          | Santa Rita                   | 0.5067                  |
| 93º                          | Carolina                     | 0.5060                  |
| 94º                          | Presidente Sarney            | 0.5058                  |
| 95º                          | Centro do Guilherme          | 0.5051                  |
| 96º                          | Tutóia                       | 0.5049                  |
| 97º                          | Estreito                     | 0.5033                  |
| 98º                          | Apicum-Acu                   | 0.5022                  |
| 99º                          | Matinha                      | 0.5015                  |
| 100º                         | Itinga do Maranhão           | 0.5006                  |
| 101º                         | São Bernardo                 | 0.5000                  |
| 102º                         | Alto Parnaíba                | 0.4994                  |
| 103º                         | Buriti                       | 0.4979                  |
| 104º                         | Carutapera                   | 0.4978                  |
| 105º                         | Riachão                      | 0.4977                  |
| 106º                         | Pirapemas                    | 0.4955                  |
| 107º                         | Senador La Rocque            | 0.4951                  |
| 108º                         | Bela Vista do Maranhão       | 0.4950                  |
| 108º                         | Anapurus                     | 0.4950                  |
| 110º                         | Bernardo do Mearim           | 0.4946                  |
| 111º                         | Esperantinópolis             | 0.4912                  |
| 112º                         | Tufilândia                   | 0.4898                  |
| 113º                         | Senador Alexandre Costa      | 0.4896                  |
| 114º                         | Lago da Pedra                | 0.4892                  |
| 115º                         | Cedral                       | 0.4886                  |
| 116º                         | Conceição do Lago-Açu        | 0.4873                  |
| 117º                         | Godofredo Viana              | 0.4872                  |
| 118º                         | Duque Bacelar                | 0.4865                  |
| 119º                         | Cantanhede                   | 0.4864                  |
| 120º                         | Milagres do Maranhão         | 0.4853                  |
| 121º                         | Gonçalves Dias               | 0.4851                  |
| 122º                         | São Domingos do Azeitão      | 0.4843                  |
| 123º                         | São Francisco do Maranhão    | 0.4840                  |
| 124º                         | Altamira do Maranhão         | 0.4836                  |
| 125º                         | Matões                       | 0.4824                  |
| 126º                         | Coelho Neto                  | 0.4822                  |
| 127º                         | Sucupira do Norte            | 0.4820                  |
| 128º                         | Buritirana                   | 0.4807                  |
| 129º                         | Nova Colinas                 | 0.4801                  |
| 130º                         | Vitória do Mearim            | 0.4783                  |
| 131º                         | Lago do Junco                | 0.4765                  |
| 132º                         | Itaipava do Grajaú           | 0.4760                  |
| 133º                         | Peritoró                     | 0.4758                  |
| 134º                         | Pindaré-Mirim                | 0.4749                  |
| 135º                         | Serrano do Maranhão          | 0.4742                  |
| 136º                         | Brejo                        | 0.4733                  |
| 137º                         | São Vicente Ferrer           | 0.4719                  |
| 138º                         | Belágua                      | 0.4708                  |
| 139º                         | Formosa da Serra Negra       | 0.4701                  |
| 140º                         | Centro Novo do Maranhão      | 0.4699                  |
| 141º                         | João Lisboa                  | 0.4698                  |
| 142º                         | Olho d'Água das Cunhãs       | 0.4686                  |
| 143º                         | Lago Verde                   | 0.4671                  |
| 144º                         | Boa Vista do Gurupi          | 0.4670                  |
| 145º                         | Cururupu                     | 0.4626                  |
| 146º                         | Magalhães de Almeida         | 0.4620                  |
| 147º                         | Araguanã                     | 0.4605                  |
| 148º                         | Fortaleza dos Nogueiras      | 0.4596                  |
| 149º                         | Urbano Santos                | 0.4582                  |
| 150º                         | São Félix de Balsas          | 0.4574                  |
| 151º                         | Presidente Vargas            | 0.4573                  |
| 152º                         | Buriti Bravo                 | 0.4571                  |
| 153º                         | Maracaçumé                   | 0.4568                  |
| 154º                         | Montes Altos                 | 0.4563                  |
| 155º                         | Turilândia                   | 0.4546                  |
| 156º                         | Morros                       | 0.4540                  |
| 157º                         | Paulino Neves                | 0.4538                  |
| 158º                         | Barreirinhas                 | 0.4488                  |
| 159º                         | Santa Luzia                  | 0.4480                  |
| 159º                         | Santo Amaro do Maranhão      | 0.4480                  |
| 161º                         | São Roberto                  | 0.4478                  |
| 162º                         | Alto Alegre do Maranhão      | 0.4477                  |
| 163º                         | Bequimão                     | 0.4468                  |
| 164º                         | São José dos Basílios        | 0.4442                  |
| 165º                         | Santa Helena                 | 0.4438                  |
| 166º                         | Lagoa Grande do Maranhão     | 0.4430                  |
| 167º                         | Peri Mirim                   | 0.4413                  |
| 168º                         | Colinas                      | 0.4411                  |
| 169º                         | Aldeias Altas                | 0.4406                  |
| 170º                         | São João do Soter            | 0.4404                  |
| 171º                         | Nina Rodrigues               | 0.4391                  |
| 172º                         | Mirinzal                     | 0.4389                  |
| 173º                         | Olinda Nova do Maranhão      | 0.4388                  |
| 174º                         | Santa Quitéria do Maranhão   | 0.4384                  |
| 175º                         | Araioses                     | 0.4383                  |
| 176º                         | Icatu                        | 0.4381                  |
| 177º                         | Buriticupu                   | 0.4374                  |
| 178º                         | Santana do Maranhão          | 0.4317                  |
| 179º                         | Igarapé do Meio              | 0.4314                  |
| 179º                         | Sambaíba                     | 0.4314                  |
| 181º                         | São Benedito do Rio Preto    | 0.4311                  |
| 182º                         | Luís Domingues               | 0.4298                  |
| 183º                         | Paulo Ramos                  | 0.4297                  |
| 184º                         | Alcântara                    | 0.4272                  |
| 185º                         | Amarante do Maranhão         | 0.4269                  |
| 186º                         | Mirador                      | 0.4263                  |
| 187º                         | Timbiras                     | 0.4256                  |
| 188º                         | Fernando Falcão              | 0.4254                  |
| 189º                         | Humberto de Campos           | 0.4225                  |
| 190º                         | Santa Filomena do Maranhão   | 0.4209                  |
| 191º                         | Jenipapo dos Vieiras         | 0.4149                  |
| 192º                         | São Luís Gonzaga do Maranhão | 0.4133                  |
| 193º                         | Governador Archer            | 0.4130                  |
| 194º                         | Cachoeira Grande             | 0.4115                  |
| 195º                         | Penalva                      | 0.4022                  |
| 196º                         | São Joao Batista             | 0.4001                  |
| Desenvolvimento baixo        |                              |                         |
| 197º                         | Monção                       | 0.3991                  |
| 198º                         | Cândido Mendes               | 0.3955                  |
| 199º                         | Palmeirândia                 | 0.3951                  |
| 200º                         | São Bento                    | 0.3889                  |
| 201º                         | Turiaçu                      | 0.3754                  |
| 202º                         | Cajari                       | 0.3749                  |
| 202º                         | Arame                        | 0.3749                  |
| 204º                         | Primeira Cruz                | 0.3586                  |
| 205º                         | Marajá do Sena               | 0.3564                  |
| 206º                         | Pedro do Rosário             | 0.3509                  |
| Sem dados                    |                              |                         |
| Nova Iorque                  |                              |                         |
| Nova Olinda do Maranhão      |                              |                         |
| Governador Newton Bello      |                              |                         |
| Joselândia                   |                              |                         |
| Afonso Cunha                 |                              |                         |
| Bom Jardim                   |                              |                         |
| Central do Maranhão          |                              |                         |
| Cajapió                      |                              |                         |
| São João do Carú             |                              |                         |
| São Pedro da Água Branca     |                              |                         |
| São Raimundo do Doca Bezerra |                              |                         |